# Алехандер, Сусана
Сусана Алехандер (исп. Susana Alexander), или Сюзанн-Эллен-Роуз Алехандер-Кац-и-Кауфманн (исп. Suzanne Ellen Rose Alexander-Katz y Kaufmann; род. 3 июля 1943, Мехико, Мексика) — мексиканская актриса, телеведущая, режиссёр, продюсер, переводчица, педагог и танцовщица еврейского происхождения. Лауреат премии TVyNovelas и многочисленных театральных премий.

## Биография
Родилась 3 июля 1943 года в Мехико в семье Альфредо Алехандер-Каца и Бригиды Кауфманн-Розенштайн, евреев, бежавших из Третьего рейха в Мексику.
Семья была связана родственными отношениями с еврейской диаспорой в Германии, Великобритании, Франции и Италии. У Сюзанн есть старший брат Дидье, ныне инженер-конструктор и брат-близнец Роберт, ныне кандидат физических наук. Их мать, известная под именем Бригиды Алехандер, была пионером мексиканского телевидения. Она написала сценарий и стала продюсером первого мексиканского телесериала «Ангелы улиц» (исп. Los ángeles de la calle), шедшего на телевидении с 1952 по 1955 год.
В 1950 году она, под именем Сусаны Алехандр, дебютировала на телевидении в качестве телеведущей, затем снималась в телесериалах и кулинарных шоу на каналах Channel 4 и Channel 11. В 1957 году она дебютировала на театральной сцене в пьесе Мольера «Смешные жеманницы».
В Национальном автономном университете Мексики она обучалась испанским танцам, балету, современным танцам, посещала драматические семинары, изучала писательское дело. Особое влияние на творческое становление актрисы оказал её учитель Димитриос Саррас.
В 1963 году Сусана Алехандер вышла замуж за математика Хулиана Сагасагойтию, от которого родила сына Хулиана и дочь Татьяну. Впоследствии брак распался.
В том же 1963 году она дебютировала в кино в фильме режиссёра Хосе Диас-Моралеса «Я, бабник» (исп. Yo, el mujeriego) с Антонио Агиларом в главной роли. Но больше всего ролей актриса сыграла в телесериалах. В 1985 году она победила в номинации Лучшая актриса и за роль в телесериале «Измена» (исп. La traición) получила премию TVyNovelas. В 1991 году она была номинирована на ту же премию за роль в сериале «Когда любовь приходит» (исп. Cuando llega el amor).
Как актриса театра была удостоена нескольких премий: в 1972 году — Молодёжной театральной премии за роль в пьесе «Шабаш», в 1977 году — Национальной театральной премии за роль в пьесе «Первый», в 1979 году — Национальной театральной премии за роль в пьесе «Воспоминания Ракель». В 1982 году Мексиканская ассоциация критиков вручила ей награду «За работу в качестве актрисы, режиссёра, переводчицы и драматурга». В 1993 году она получила Театральную премию в номинации Лучшая комедийная актриса за роль в пьесе «Дама с камелиями».